# Snapparp
Snapparp är för den resande känt som en rastplats vid E6, cirka 18 kilometer söder om Halmstad vid ån Lagans utlopp i Laholmsbukten, Kattegatt. Där finns restaurang och bensinstation med butik.
Lagans utlopp, kallat Lagaoset, ligger på gångavstånd med badmöjligheter och orörd natur. 
Snapparp ingår i två naturreservat, Tönnersa-Snapparp och Snapparp-Höka, vilka redovisas av länsstyrelsen i Hallands län under rubriken "Fredad natur i Halland".
Att 'Snapp-'  kommer av snapphane verkar sannolikt[källa behövs], känt är också att '-arp' är en dialektal form av torp.